# Helmut Heinz
Helmut Heinz (* 29. November 1921 in Wadern; † 21. Januar 2000 in Bonn) war ein deutscher Generalleutnant der Luftwaffe der Bundeswehr und zuletzt von 1979 bis 1982 Stellvertreter des Generalinspekteurs der Bundeswehr. 

## Leben
Heinz schloss 1939 seine Schulausbildung mit der Reifeprüfung ab und trat am 1. Dezember 1939 in die Wehrmacht ein. Am Kriegsende war er nach Ausbildung zum Offizier und verschiedenen Truppen- und Stabsverwendungen Hauptmann, Erster Generalstabsoffizier (Ia) und Regimentsadjutant in einem Fla-Regiment.
Nach dem Krieg war er für ein Industrieunternehmen im Saarland, zuletzt als Abteilungsleiter, tätig.
1957 tritt er als Hauptmann in die Bundeswehr ein. Von 1961 bis 1963 nahm er am 5. Generalstabslehrgang Luftwaffe an der Führungsakademie der Bundeswehr in Hamburg teil. 1971 wurde der Oberst i. G. Chef des Stabes der 2. Luftwaffendivision in Birkenfeld. Heinz war als Brigadegeneral von 1971 bis 1974 Stabsabteilungsleiter Rüstung und Waffensysteme im Führungsstab der Luftwaffe (Fü L VII). 1974 wurde der Generalmajor Kommandeur der Luftwaffenunterstützungsgruppe Süd in Karlsruhe. Von 1976 bis 1979 Stellvertreter der Inspekteure der Luftwaffe, Generalleutnant Gerhard Limberg und Generalleutnant Friedrich Obleser, sowie von 1979 bis 1982 Stellvertreter des Generalinspekteurs der Bundeswehr, General Jürgen Brandt, zugleich Inspekteur der Zentralen Militärischen Dienststellen. Nach einem Abschiedsbesuch beim Bundespräsidenten 1982 trat der Generalleutnant der Luftwaffe in den Ruhestand.
Er erhielt 1973 das Verdienstkreuz I. Klasse, 1978 das Große Verdienstkreuz und 1981 das Große Verdienstkreuz mit Stern des Verdienstordens der Bundesrepublik Deutschland. Zudem wurde ihm am 26. März 1982 die Legion of Merit verliehen.
Heinz war verheiratet und hatte zwei Söhne.